# Łojew
Łojew – wieś w Polsce położona w województwie mazowieckim, w powiecie węgrowskim, w gminie Łochów.
W latach 1975–1998 miejscowość administracyjnie należała do województwa siedleckiego.
Wierni kościoła rzymskokatolickiego należą do parafii Najświętszej Maryi Panny Królowej Polski w Ostrówku.
W czasie okupacji niemieckiej mieszkańcy wsi Marianna i Stanisław Mioduszewscy udzielili pomocy Żydom, Ickowi i Pinchasowi Posesorskim. W 1995 roku Instytut Jad Waszem podjął decyzję o przyznaniu Stanisławowi Mioduszewskiemu tytułu Sprawiedliwego wśród Narodów Świata.